# دوروتی آرزنر
دوروتی اما آرزنر (انگلیسی: Dorothy Arzner؛ ۳ ژانویهٔ ۱۸۹۷ – ۱ اکتبر ۱۹۷۹) یک کارگردان اهل ایالات متحده آمریکا بود. وی بین سال‌های ۱۹۲۲ تا ۱۹۴۳ میلادی فعالیت می‌کرد.
وی تنها کارگردان زنی است که از دوران صامت، به قلمروی فیلم‌های ناطق وارد شد و نخستین فیلم ناطقش، «کوکتل منهتن» (۱۹۲۸) نام داشت. او در دههٔ ۳۰ میلادی یکی از ده فیلم‌ساز مطرح هالیوود بود.

## گزیدهٔ فیلم‌شناسی
- خون و شن (۱۹۲۲)
- واگن سرپوشیده (۱۹۲۳)
- کوکتل منهتن (۱۹۲۸)
- سارا و پسرش (۱۹۳۰)